# Musiques de Grand Theft Auto 2
 (mars 2020).
Si vous disposez d'ouvrages ou d'articles de référence ou si vous connaissez des sites web de qualité traitant du thème abordé ici, merci de compléter l'article en donnant les références utiles à sa vérifiabilité et en les liant à la section « Notes et références ».

Grand Theft Auto 2 est un jeu qui possède plusieurs stations de radios, qui varient selon le secteur de la ville où se trouve le joueur. On peut changer changer de station de radio uniquement sur la version PC du jeu, en appuyant sur la touche "F1" du clavier.
Chaque organisation criminelle présente dans le jeu a sa station de radio et celle-ci est audible sans interférences uniquement dans les quartiers proches de leur zone d'émission.
Sauf mentions contraires, tous les noms de marques (dans les publicités), musiques et artistes sont fictifs et créés par DMA Design pour le jeu.

## Head Radio
Head Radio est la plus grosse radio commerciale de la ville, et peut être captée dans les 3 différents districts de la ville. Sa programmation est variée, et deux animateurs, Phanny Joe Styles et Johnny Riccaro, se relayent à l'antenne.
Playlist :
- Apostles of Funk - Yellow Butter
- (Publicité : Jizz Drive)
- Pussywillows - Real Love
- INFORMATIONS par Jill Tasker
- (Publicité : Perk Up (de SRS))
- Davidson - All I Wanna Do
- The One - Southpark
- Bula Matari - Taxi Drivers - (Artiste réel)
- Flytronix - Pendulum - (Artiste réel)
- INFORMATIONS par Jill Tasker
- Anna - Do It On Your Own
- (Publicité : Endurodom)
- Testing - My Tiny World

La chanson "Taxi Drivers" de Bula Matari est censurée dans la version PlayStation du jeu. Ainsi, les paroles jugées vulgaires sont remplacées par des bruits de klaxon.

## Rockstar Radio
Une radio commerciale dans le secteur du centre-ville. Le DJ est appelé Sammy Starock. La station passe de la pop, rock et parfois appelle des invités.
Playlist :
- Stikki Fingerz - Holdin' It Out For You
- BULLETIN METEO par Jill Tasker
- (Publicité: Pizza Cake)
- Conor & Jay - Vegas Road - (Artiste réel)
- (Publicité : 3rd World Bank)
- Appels des auditeurs
- Track 7 - I Wanna Phunk

## KREZ
La radio commerciale du quartier résidentiel qui passe du hip-hop et du rap. L'animateur est Richie T.
Playlist :
- Negro Vs. Conner - Showin' Me Love
- E=MC Good Times - Jacking In Hilltown
- Flytronix - Past Archives - (Artiste réel)
- Numb - How It's Done

## Lo-Fi FM
Lo-Fi FM est une radio commerciale animée par Spaz Funbags. Elle est disponible dans la partie Centre-ville du jeu.
Playlist :
- F.A.G. Filtrer - Tsunami
- Tammy Boness & The Swingin' Mammaries - The Diner
- (Publicité : Crazy CJ's)
- (Publicité : S-Uzi)
- Voice Box - Computer Lust
- INFORMATIONS par Jill Tasker
- (Publicité : Leaded Gasoline)
- Rev. Rooney & The Rocksta Choir - God Bless All The Universe

## Futuro FM
Futuro FM est la radio du gang des Zaibatus, elle est disponible dans les 3 quartiers de la ville. L'animateur est Dean Frantz. 
Playlist :
- Reed - L.E.D.
- (Publicité : Orgasmo Bars)
- Davidson - All I Wanna Do
- INFORMATIONS
- Jingle Zaibatsu
- BULLETIN METEO
- (Publicité : Genie (Par Krishna Medicine))
- Spangly Feet - Dazed & Confuzed
- Stylus Exodus - Toucan Pie

## Funami FM
Funami FM est la radio favorite des Yakuzas. Elle est disponible dans la première partie du jeu, c'est-à-dire dans le centre-ville.
Playlist :
- Toys Are Real - Flymutha
- (Publicité : Zoom Zoom (de Zaibatsu))
- Future Loop - Garage Acid
- 4 How Much 4 - O2N
- (Publicité: Lad Rover)
- Ido - Ballbuster
- (Publicité: S-Uzi)

## Lithium FM
Lithium FM est une radio disponible dans le troisième secteur, c'est-à-dire la zone industrielle. L'animateur est DJ Dai. La radio passe principalement des oldies.
Playlist :
- Stylus Exodus - Toucan Pie
- (Publicité : DNA Food (de Zaibatsu))
- Bert Reid's Guitar Trio - A Cool Day In Downtown
- (Publicité : Silky Milky (de Zaibatsu))
- (Publicité : Flipper Dolphin)
- INFORMATIONS
- Tammy Boness & The Swingin' Mammaries - The Diner
- BULLETIN METEO
- Cow Tastes Good - Surf City

## Rebel Radio
Radio disponible dans le secteur résidentiel de la ville, Rebel Radio est la radio du gang des Rednecks et passe du punk rock.
Playlist :
- (Publicité : Cerama-teeth/Cocoa Fizz)
- Bula Matari - Taxi Drivers (Must Die)
- Testing - My Tiny World
- Stikki Fingerz - Holdin' It Out For You
- (Publicité: Credex Gold)
- Sterlin - Standing On My Own

## Osmosis Radio
Radio disponible dans la seconde zone du jeu, Osmosis Radio est animée par "Mama Doc", et passe de la moderne dance.
Playlist :
- Davidson - All I Wanna Do
- Pussywillows - Real Love
- Mama Doc promo
- (Publicité : Endurodom)
- Anna - Do It On Your Own
- INFORMATIONS
- (Publicité : Perk Up)
- Track 7 - I Wanna Phunk

## Heavenly Radio
Heavenly Radio est la radio du gang Hare Krishna, disponible dans le secteur industriel. Le DJ est Venus Ordelia, et la programmation est orientée Gospel et pop.
Playlist :
- (Krishna Promo)
- Rev. Rooney & The Rocksta Choir - God Bless All The Universe
- (Krishna Promo)
- (Publicité : Hush)
- (Krishna Promo)
- Sterlin - Standing On My Own
- (Publicité : Pizza Cake)
- INFORMATIONS
- Zoneboys - Amazing Grace

## KGBH
KGBH est la radio du gang de la mafia Russe, et passe du rock classique. Le DJ est BumbaTomba. Ce dernier semble avoir beaucoup bu; et la radio rencontre de nombreux problèmes techniques.
Playlist :
- Cow Tastes Good - Surf City
- Spangly Feet - Dazed & Confuzed
- F.A.G. Filter - Tsunami

## Musique d'intro
- E-Z Rollers - Short Change

## Musique des crédits
- Scrayard Mongrels - I Love This Feeling (Stoned Again)